# Стефан Кънчев
Стефан Киров Кънчев е български художник, график-приложник, народен художник от 1971 г.

## Биография
Роден е на 6 август 1915 г. в град Калофер. Баща му е иконописец.
Учи стенопис в Художествената Академия, София, при проф. Дечко Узунов между 1940 и 1945 г.
Автор е на много корици на книги, плакати, запазени фабрични и търговски марки и др.
От 1945 участва в много изложби и биеналета в България и в чужбина: Белград, Будапеща, Берлин, Москва, Варшава, Бърно, Любляна, Ню Йорк – I световна изложба на запазената марка. Печели конкурси за шрифт, плакат, запазени марки, оформяне на книги и др.
През 1967 г., Кънчев участва в международна изложба организирана от AIGA (Американския институт за графични изкуства), където той представя 23 от своите лога, основен акцент сред тях е логото на Петрол.

## Награди
Награден е с ордените „Кирил и Методий“ – I степен (1956, 1963, 1969), „Червено знаме на труда“ (1965), „Народна република България“ – II степен (1975). Наградата за плакат и приложна графика „Александър Жендов“ (1973) и др.